# Medetera leucarista
Medetera leucarista är en tvåvingeart som beskrevs av Stackelberg 1947. Medetera leucarista ingår i släktet Medetera och familjen styltflugor. Inga underarter finns listade i Catalogue of Life.